# Girls und Panzer

Girls und Panzer (Tiếng Nhật: ガールズ&パンツァ ー, Hepburn: Gāruzu ando Pantsā, trong Tiếng Đức có nghĩa là: "Thiếu nữ và Chiến xa"), viết tắt là GuP hoặc Garupan (ガルパン), là một anime sản xuất bởi Actas mô tả một thế giới mà tại đó các nữ sinh cao trung tham gia các trận đấu tăng như là một môn thể thao. Series được đạo diễn bởi Tsutomu Mizushima, viết kịch bản bởi Reiko Yoshida và sản xuất bởi Kiyoshi Sugiyama. Takaaki Suzuki, người từng tham gia với tư cách là một cố vấn lịch sử quân sự cho Strike Witches và Upotte!! cũng tham gia vào quá trình sản xuất anime. Phần TV series đã được phát sóng tại Nhật Bản vào giữa tháng mười và tháng mười hai năm 2012, với thêm hai tập phụ được chiếu vào tháng ba năm 2013 và một OVA được ra mắt vào tháng sáu năm 2014.  Chín tập manga và một series light novel đã được xuất bản bởi Media Factory. Một bộ phim dài (GuP der Film) đã được công chiếu trên các rạp ở Nhật Bản vào ngày 21 tháng mười một năm 2015. Một loạt phim dài 6 tập (mang tên das Finale) đã được công bố, và đã bắt đầu được chiếu từ năm 2017.

## Cốt truyện

### Bối cảnh
Bộ phim lấy bối cảnh trong một thế giới mà tại đó các xe tăng thời kì thế chiến II đã được sửa đổi cho các trận đấu mang tính thể thao giữa các tàu sân bay được tái thiết kế để tạo thành các cộng đồng trên biển gọi là Học viện chiến hạm. Các học sinh học viện chiến hạm có thể tham gia nhiều câu lạc bộ khác nhau, một trong số đó là Chiến xa đạo  ("sensha-dō" 戦車道), thứ được coi là một nét văn hóa truyền thống từ thời cổ đại.

### Cốt truyện
Miho Nishizumi, xuất thân từ gia đình có truyền thống chiến xa đạo. Sau khi khiến đội Kuromorimine mất chức vô địch lần thứ mười khi bỏ xe để cứu đồng đội, cô từ đó xem chiến xa đạo chỉ là một môi trường áp bức và khắc nghiệt, và đã quyết định chuyển đến Học viện nữ sinh Ooarai để tránh chiến xa đạo và có một cuộc sống bình thường. Tuy nhiên, một thời gian ngắn sau khi Miho tham gia học viện, hội học sinh đã quyết định khôi phục chiến xa đạo và buộc Miho phải tham gia do cô là người duy nhất có kinh nghiệm. Dù bị ép buộc tham gia, Miho đã nhanh chóng lấy lại phong độ và tham gia Giải Thi đấu Chiến xa đạo khối cao trung Toàn quốc lần thứ 63, đối mặt với nhiều học viện khác nhau và buộc phải giành chức vô địch để học viện không bị đóng cửa do hạn chế ngân sách.
Ngoài ra trong manga ngoại truyện Girls und Panzer: Little Army cũng miêu tả về một ngày tập luyện chiến xa đạo của Miho, lúc này còn là học sinh tiểu học, cùng với bạn của cô là Emi, Hitomi và Chihiro.

## Các chuyển thể

### Anime
Tập đầu tiên của Girls und Panzer được chiếu trên Tokyo MX vào ngày 9 tháng 10 năm 2012, TV Osaka và TV Aichi vào ngày 11 tháng 10, BS11 vào ngày 14 tháng 10 và AT-X vào ngày 17 tháng 10, và kết thúc vào ngày 25 tháng 3 năm 2013 với 12 tập. Anime được sản xuất bởi Actas và đạo diễn bởi Tsutomu Mizushima. Shirō Hamaguchi phụ trách sáng tác âm nhạc cho cả series, Choucho trình diễn bài hát mở đầu của anime với tên gọi "Dream Riser", trong khi Mai Fuchigami, Ai Kayano, Mami Ozaki, Ikumi Nakagami và Yuka Iguchi, là người lồng tiếng cho 5 nhân vật chính của series, trình diễn bài hát kết thúc là "Enter Enter Mission!". Anime cũng có 6 đĩa Blu-ray và DVD và ra mắt tại Nhật Bản từ ngày 21 tháng 12 năm 2012 đến ngày 21 tháng 6 năm 2013. Mỗi tập là một OVA của anime và một trong số đó có nội dung là Yukari Akiyama giảng giải về các loại xe tăng xuất hiện trong Khóa học xe tăng của Yukari Akiyama (不肖 秋山優花里の戦車道講座, Fushō Akiyama Yukari no Sensha Kōza).
Một OVA về trận đấu giữa trường Ooarai và Anzio bị thiếu trong tập bảy, có tựa đề là Girls und Panzer: This Is the Real Anzio Battle! (ガールズ&パンツァー これが本当のアンツィオ戦です！, Gāruzu ando Pantsā: Kore ga Hontō no Antsio-sen Desu!), đã được ra mắt đồng thời tại 14 rạp phim và một vài nền tảng trực tuyến tại Nhật Bản vào ngày 5 tháng 7 năm 2014. Bản Blu-ray và DVD cũng được bán tại Nhật Bản từ ngày 25 tháng 7 năm 2014, bao gồm nhiều tập mới trong series Yukari Akiyama's Tank Course về các xe tăng của Ý xuất hiện trong OVA. OVA được chiếu trên AT-X vào ngày 21 tháng 6 năm 2015, BS11 vào ngày 30 tháng 12, và Tokyo MX vào ngày 3 tháng 1 năm 2016.
Một phần phim sản xuất bởi Mizushima như là một phần hậu truyện của anime có tên gọi là Girls und Panzer der Film (ガールズ＆パンツァー 劇場版, Gāruzu ando Pantsā Gekijōban), đã được công chiếu tại Tokyo vào ngày 20 tháng 12 năm 2015, và trên toàn Nhật Bản vào ngày 21 tháng 12. Phim cũng được bán dưới dạng Blu-ray và DVD tại Nhật vào ngày 27 tháng 5 năm 2016, cũng bao gồm thêm OVA mới có tên là Alice War! (アリス・ウォー！, Arisu Wō!), là phần nối tiếp các sự kiến trong phim và tập mới của Yukari Akiyama's Tank Course. Phim tiếp tục được nối tiếp bởi loạt phim gồm 6 phần sản xuất bởi Mizushima có tựa đề Girls und Panzer das Finale (ガールズ&パンツァー 最終章, Gāruzu ando Pantsā Sai Shūshō), với phần đầu tiên được công chiếu tại Nhật Bản vào ngày 9 tháng 12 năm 2017. Tính đến ngày 26 tháng 3 năm 2021, tổng cộng đã có 3 phần phim được ra mắt. Một phần phim kết hợp 12 tập của series anime và OVA This Is the Real Anzio Battle! dài 2 tiếng với tựa đề Girls und Panzer: 63rd National High School Senshadō Tournament Compilation (ガールズ＆パンツァー 第63回戦車道全国高校生大会 総集編, Gāruzu ando Pantsā Dai 63 Kai Senshadō Zenkoku Kōkōsei Taikai Sōshūhen) đã được công chiếu tại 110 rạp và một vài rạp dưới định dạng MX4D và 4DX tại Nhật vào ngàu 29 tháng 9 năm 2018. Phim cũng được ra mắt dưới định dạng Blu-ray và DVD tại Nhật vào ngày 23 tháng 2 năm 2019.
Sentai Filmworks đã ra mắt 12 tập của anime dưới dạng định dạng Blu-ray và DVD tại Bắc Mỹ vào ngày 3 tháng 12 năm 2013, và 6 tập OVA cùng định dạng vào ngày 25 tháng 2 năm 2014. Crunchyroll đã phát sóng anime tại Hoa Kỳ, Canada, Anh, Ireland, Úc, New Zeland, Hà Lan, Scandinavia và Nam Phi từ ngày 10 tháng 10 năm 2012 đến ngày 31 tháng 3 năm 2022. Một phân cảnh trong tập tám của anime, trong đó nhân vật Katyusha và Nonna đã hát bài Katyusha, đã bị cắt bỏ bởi Crunchyroll khi phát hành với lí do bản quyền. Sentai Filmworks đã khôi phục cảnh bị cắt, nhưng đã thay thành bài hát khác, sau này được biết đến là bản không lời của bài hát Korobeiniki. Vào tháng 10 năm 2012, Anime Network đã cấp phép series được ra mắt vào tháng 11. MVM Entertainment đã ra mắt anime và OVA dưới định dạng Blu-ray và DVD lần lượt vào tháng 4 và tháng 6 năm 2014 tại Anh. Hanabee Entertainment đã cấp phép và ra mắt anime và OVA tại thị trường Úc vào ngày 5 tháng 3 năm 2014. Hiddive đã bắt đầu phát sóng series từ tháng 6 năm 2017.

### Manga
Một phần manga phỏng theo anime, vẽ minh họa bởi Ryohichi Saitaniya, đã được xuất bản định kỳ bởi Media Factory trong tạp chí  Monthly Comic Flapper từ ngày 5 tháng 6 năm 2012 đến ngày 5 tháng 3 năm 2014. Tập đầu tiên của mâng được xuất bản tại Nhật Bản vào ngày 21 tháng 9 năm 2012, và tập bốn cũng là tập cuối cùng vào ngày 23 tháng 4 năm 2014. Seven Seas Entertainment đã cấp phép và xuất bản phiên bản tiếng anh tại Bắc Mỹ vào tháng 7 năn 2013, với tập đầu tiên được xuất bản vào ngày 3 tháng 6 năm 2014 và tập cuối vào ngày 9 tháng 6 năm 2015.
Gakken bắt đầu xuất bản những manga Yonkoma trong tạp chí Megami Magazine vào ngày 30 tháng 7 năm 2012. Manga được phát họa bởi Yuuma và được biết đến với tên gọi: Girls und Panzer: 4-koma Panzer Vor! (ガールズ＆パンツァー 4コマでパンツァー・フォー！), manga tiếp tục được xuất bản trên website Cho! Animedia từ tháng 2 năm 2015. Tính đến ngày 28 tháng 9 năm 2018, đã có một tập manga được xuất bản tại Nhật Bản. Một phần magna gekiga có tên Girls und Panzer: Gekiga (劇画 ガールズ＆パンツァー) vẽ minh họa bởi Motofumi Kobayashi đã được xuất bản bởi Shogakukan trong tạp chí Corocoro Aniki từ ngày 15 tháng 12 năm 2017 đến ngày 15 tháng 3 năm 2021. Một tập manga đã được xuất bản tại Nhật vào ngày 26 tháng 3 năm 2021.

### Ngoại truyện
Một phần ngoại truyện của series mô tả về tuổi thơ của Miho Nishizumi, có tựa đề là Girls und Panzer: Little Army (ガールズ&パンツァー リトルアーミー, Gāruzu ando Pantsā Ritoru Āmī) được vẽ minh họa bởi Tsuchii đã được xuất bản bởi Media Factory trong tạp chí Monthly Comic Alive từ ngàu 27 tháng 6 năm 2012 đến ngày 26 tháng 1 năm 2013. Tập đầu tiên của manga được xuất bản tải Nhật vào ngày 23 tháng 10 năm 2012, và tập thứ hai cũng là tập cuối cùng được xuất bản vào ngày 23 tháng 2 năm 2013. Seven Seas Entertainment đã mua bản quyền tiếng anh vào tháng 7 năm 2013 và xuất bản tại thị trường Bắc Mỹ tập đầu tiên vào ngày 16 tháng 12 năm 2014 và tập cuối vào ngày 10 tháng 3 năm 2015. Phần nối tiếp Girls und Panzer: Little Army II được xuất bản trên Monthly Comic Alive từ ngày 27 tháng 4 năm 2015 đến ngày 26 tháng 3 năm 2016. Tổng cộng đã có 3 tập manga được xuất bản tại Nhật.
Phần ngoại truyện thứ hai là Girls und Panzer: It's More Love Love Operation! (ガールズ＆パンツァー もっとラブラブ作戦です！, Gāruzu ando Pantsā Motto Rabu Rabu Sakusen Desu!), được viết bởi Markuo Nii và được xuất bản bởi Media Factory trong tạp chí  Monthly Comic Alive từ ngày 27 tháng 5 năm 2013. Tập đầu tiên được xuất bản tại Nhật Bản từ vào ngày 23 tháng 10 năm 2015. Tính đến ngày 21 tháng 1 năm 2022, đã có tổng cộng 17 tập được xuất bản.
Một phần ngoại truyện khác với tên gọi Girls und Panzer: Ribbon Warrior (ガールズ&パンツァー リボンの武者, Gāruzu ando Pantsā Ribon no Musha) viết bởi Takeshi Nogami và Takaaki Suzuki có nữ chính mới là Shizuka Tsuruki đã được xuất bản bởi Media Factory trong tạp chí Monthly Comic Flapper từ ngày 5 tháng 9 năm 2014 đến ngày 5 tháng 3 năm 2021. Tổng cộng 16 tập manga đã được xuất bản tại Nhật từ ngày 23 tháng 2 năm 2015 đến ngày 23 tháng 4 năm 2021. Một phần ngoại truyện khác mô tả cảnh sau trận đấu giao hữu giữa Oorai và St. Gloriana được viết bởi Saitaniya có tựa đề Girls und Panzer: Fierce Fight! It's the Maginot Battle!! (ガールズ＆パンツァー 激闘！マジノ戦ですっ!!, Gāruzu ando Pantsā Gekitou! Maginot-sen Desu!!) đã được xuất bản bởi Kadokawa Dwango trên website đọc truyện ComicWalker từ ngày 19 tháng 11 năm 2014 đến ngày 19 tháng 8 năm 2015. Tổng cộng đã có hai tập được xuất bản tại Nhật từ ngày 23 tháng 3 đến ngày 23 tháng 9 năm 2015.
Một phiên bản hài kịch được vẽ minh họa bởi Midori Hagi, có tựa đề là Girls und Panzer: Tankery Recommendation (ガールズ＆パンツァー 戦車道ノススメ, Gāruzu ando Pantsā Senshadō no Susume) đóng vai trò giải thích toàn bộ quá trình phát triển, lịch sử, và thông số kĩ thuật chi tiết của các xe tăng và phương tiện xuất hiện trong toàn bộ series. Truyện được xuất bản bởi Media Factory từ trong tạp chí Monthly Comic Flapper từ ngày 5 tháng 8 năm 2016 đến ngày 5 tháng 6 năm 2019.  Tổng cộng 5 tập của bộ truyện đã được xuất bản tại Nhật Bản từ ngày 23 tháng 2 năm 2017 đến ngày 22 tháng 6 năm 2019.
Phần ngoại truyện có tựa đề Girls und Panzer: Phase Erika (ガールズ＆パンツァー フェイズ エリカ, Gāruzu ando Pantsā Pheso Erika) với Erika Itsumi thuộc Học viện nữ sinh Kuromorimine được chọn làm nhân vật chính được vẽ minh họa bởi Saitaniya và xuất bản bởi Kadokawa trên website ComicWalker từ ngày 19 tháng 6 năm 2016 đến ngày 19 tháng 3 năm 2018. Tổng cộng đã có ba tập được xuất bản tại Nhật từ ngày 23 tháng 2 năm 2017 đến ngày 23 tháng 4 năm 2018. Một series ngoại truyện khác với Katyusha và Nonna từ Trường cao trung Pravda là nhân vật chính có tựa đề Girls und Panzer: Saga of Pravda (ガールズ＆パンツァー プラウダ戦記, Gāruzu ando Pantsā Purauda Senki) đã được xuất bản bởi Kadokawa trên website ComicWalker từ ngày 19 tháng 7 năm 2018 đến ngày 19 tháng 12 năm 2021. Tổng cộng 5 tập truyện đã được xuất bản tại Nhật từ ngày 23 tháng 1 năm 2019 đến ngày 22 tháng 12 năm 2021. Một phần ngoại truyện khác có tên Girls und Panzer: The Fir Tree and the Iron-winged Witch (ガールズ＆パンツァー 樅の木と鉄の羽の魔女, Gāruzu ando Pantsā Momi no Ki to Tetsu no Hane no Majo), đã được xuất bản bởi Kadogawa trên website ComicWalker từ ngày 16 tháng 12 năm 2018. Tính đến ngày 21 tháng 12 năm 2020, một tập manga đã được xuất bản tại Nhật Bản.
Một phần ngoại truyện về Trường cao trung Anzio sau trận đấu trong Girls und Panzer der Film có tựa đề Avanti! Anzio Girls' High School (ガールズ＆パンツァー アバンティ！アンツィオ高校, Gāruzu ando Pantsā Avanti! Anzio Koukou) đã được xuất bản bởi Kadogawa trên tài khoản Twitter chính thúc của Dengeki Twitter Magazine từ ngày 1 tháng 2 năm 2019 đến ngày 21 tháng 6 năm 2021. Tổng cộng ba tập truyện đã được xuất bản tại Nhật Bản từ ngày 27 tháng 9 năm 2019 đến ngày 25 tháng 6 năm 2021.

### Light novel
Một phiên bản light novel phỏng theo anime, có tác giả là Yuu Hibiki và vẽ minh họa bởi Fumikane Shimada và Shin Kyougoku đã được xuất bản tại Nhật Bản bởi Media Factory từ ngày 22 tháng 11 năm 2012 đến ngày 25 tháng 6 năm 2013. Cốt truyện được phỏng theo góc nhìn thứ nhất của Saori Takebe, một người không biết gì về xe tăng. Light novel đã được xuất bản thành ba tập.
Tại Việt Nam Công ty TNHH sách Trí Tuệ Việt đã mua bản quyền và phát hành sách dưới nhan đề Thiếu Nữ & Chiến Xa.

### Các tuyển tập
Một vài tuyển tập dựa trên series chính đã được phát hành tại Nhật Bản. Tuyển tập đầu tiên có tên gọi Girls und Panzer: Comic Anthology (ガールズ＆パンツァー コミックアンソロジー) với hai tập được xuất bản bởi Media Factory từ ngày 23 tháng 10 năm 2013 đến ngày 22 tháng 11 năm 2014. Tuyển tập thứ hai với tựa đề Girls und Panzer Comic Anthology Side (ガールズ＆パンツァー コミックアンソロジー SIDE) được xuất bản bởi Ichijinsha từ ngày 5 tháng 11 năm 2014. Tính đền ngày 31 tháng 1 năm 2020, tổng cộng đã có chín tập đã được xuất bản. Tuyển tập thứ ba với tựa đề Girls und Panzer: 4-koma Comic Anthology (ガールズ＆パンツァー 4コマアンソロジーコミック) đã được phát hành bởi Media Factory vào ngày 21 tháng 11 năm 2015. Tuyển tập thứ tư, Daily Life of Girls und Panzer: 4-koma Comic Anthology (ガールズ＆パンツァーの日常 4コマコミックアンソロジー) đã được phát hành bốn tập bởi Media Factory từ ngày 23 tháng 3 năm 2017 đến ngày 23 tháng 3 năm 2018, với thêm hai tập bổ sung được phát hành vòa ngày 23 tháng 2 năm 2019.

### Trò chơi điện tử
Nijibox đã phát triển một trò chơi mạng xã hội dựa trên series được ra mắt tại Nhật Bản trên các nền tảng Mobage, GREE và Mixi vào ngày 7 tháng 12 năm 2012,  và trên Pixiv vào ngày 10 tháng 1 năm 2013. Tựa game dừng được hỗ trợ vào ngày 2 tháng 4 năm 2015. Bandai Namco Entertainment sau đó cũng ra mắt một tựa game dựa theo series trên hệ máy PlayStation Vita có tên gọi Girls und Panzer: Master the Tankery! (ガールズ＆パンツァー 戦車道、極めます！, Gāruzu ando Pantsā Senshadō, Kiwamemasu!) tại Nhật Bản vào ngày 26 tháng 6 năm 2014.
Một trò chơi mô phỏng trên các thiết bị di động dựa theo series với tên gọi Girls und Panzer: Great Tankery Operation! (ガールズ＆パンツァー 戦車道大作戦！, Gāruzu ando Pantsā Senshadō Daisakusen!) đã được phát triển bởi Showgate cho Android và IOS và được ra mắt tại Nhật vào ngày 11 tháng 11 năm 2015 bởi Mobcast Games. Một cuốn sách tranh về tưa game cũng sắp được ra mắt tại Nhật vào ngày 28 tháng 6 năm 2022. Một tựa game khác dành cho hệ máy PlayStation 4 có tên gọi Girls und Panzer: Dream Tank Match (ガールズ＆パンツァードリームタンクマッチ), được phát triển bởi Natsume-Atari, đã được ra mắt bởi Bandai Namco Entertainment tại Nhật Bản vào ngày 22 tháng 2 năm 2018, và tại Đông Nam Á vào ngày 27 tháng 2 cùng năm. Tựa game sau đó cũng được ra mắt trên hệ máy Nintendo Switch với tên gọi Girls und Panzer: Dream Tank Match DX tại Nhật Bản và tại Đông Nam Á vào ngày 21 tháng 2 năm 2019.
Một trò chơi mô phỏng đời sống dành cho các thiết bị di động được phát triển chung bởi KLab Ganes và Bandai Namco Entertainment cho Android và IOS, với tên gọi Girls und Panzer: Gather! Everyone's Tankery!! (ガールズ＆パンツァー あつまれ！みんなの戦車道!!, Gāruzu ando Pantsā Atsumare! Min'na no Senshadō!!) và được ra mắt bởi Bandai Namco Entertainment tại Nhật Bản vào ngày 3 tháng 8 năm 2018. Tựa game dừng được hỗ trợ vào ngày 27 tháng 11 năm 2019.

### Khác
Một dự án hợp tác giữa đội ngũ của hình ảnh của Girls und Pazner và công ty phát triển game tại Belarus Wargaming nhằm quảng bá tựa game World of Tanks tại Nhật Bản đã được công bố vào năm 2013. Dự án bao gồm các hình thức quảng cáo và sự kiện tại Nhật Bản, là nỗ lực của Wargaming trong việc thâm nhập thị trường Nhật Bản.
Tại máy chủ Đông Nam Á của game, World of Tanks đã giới thiệu một bản hướng dẫn dành cho người chơi mới dưới dạng manga có tựa đề Hajimete no Senshado - WoT for Beginners (はじめての戦車道～ WoT for Beginners), được vẽ bởi Midori Hagi. Trong bản hướng dẫn gồm 5 thành viên của Đội Cá tì bà thuộc Học viện nữ sinh Ooarai hướng dẫn người chơi về các kĩ năng cơ bản theo một cách thú vị và hấp dẫn; các ngôn ngữ được hỗ trợ là Tiếng Anh,Tiếng Thái, Chữ Hán phồn thể và Tiếng Nhật. Nó cũng giới thiệu về Girls und Panzer cho người chơi nhằm tăng độ nổi tiếng của anime trong khu vực châu Á.
Giao diện trong game lấy chủ đề về Girls und Panzer đã được công bố vào năm 2013 tại Tokyo Game Show; những bản mod này có thể được tải xuống miễn phí bởi người chơi tại máy chủ Đông Nam Á, nhưng chủ yếu được nhắm vào cộng đồng nói tiếng Nhật. Tổng cộng đã có 6 gói âm thanh được ra mắt, bao gồm toàn bộ năm thành viên của đội Cá tì bà, cũng như một gói âm thanh đặc biết của Nonna, phó chỉ huy của đội chiến xa đạo Trường cao trung Pravda; mỗi thành viên của đội Cá tì bà sẽ lồng tiếng cho các vị trí khác nhau trong World of Tanks: Trưởng xe, Pháo thủ, Nạp đạn viên, Liên lạc viên và Lái xe. Tuy nhiên, gói âm thanh chỉ hỗ trợ tiêng Nhật. Sau này đã có một bản âm thanh tại sảnh chờ game đã được ra mắt; người chơi có thể thay đổi âm thanh sảnh chờ thành âm thanh tại khuôn viên Học viện nữ sinh Ooarai. Một vài bản mod khác cho phép người chơi đổi lớp ngụy trang của xe tăng thành các lớp ngụy trang đã xuất hiện trong anime. Bao gồm chiếc Panzer IV H của Học viện nữ sinh Ooarai, Churchill VII của Học viện nữ sinh St. Gloriana và Jagdtiger của Học viện nữ sinh Kuromorimine. Bản mod cuối cùng được tạo ra cho phép các xe tăng đã bị hạ sẽ có một lá cờ trắng ở trên nóc xe, tuơng tự như các xe tăng đã bị hạ trong Girls und Panzer.
Các bản mod này sau này đã được gộp vào một gói có thể được tải xuống bởi những chơi tại máy chủ Đông Nam Á của World of Tanks. Vào ngày 31 tháng 1 năm 2016, máy chủ World of Tanks tại Đông Nam Á đã ra mắt một bản cập nhật về giao diện có chủ đề về Girls und Panzer, như là một cách để kỷ niệm sự ra mắt của Girls und Panzer der Film. Bản mod bao gồm nhiều lớp ngụy trang mới, như của chiếc Panzer IV D của Học viện nữ sinh Ooarai trước khi được nâng cấp lên phiên bản H, T95, M24 Chaffee và M26 Pershing của đội chiến xa đạo thuộc Đội Đại học Toàn Năng, và tất cả các bản mod trước đây.

## Đón nhận
Sau 10 tập phát sóng trong năm 2012, anime đã nhận được những đánh giá tích cực và lượng người xem mạnh. Điều này một phần là do phim được phát sóng vào nhiều khung giờ khác nhau để có thể tiếp cận được với lượng khán giả lớn hơn. Doanh số bán ra của phiên bản đĩa Blu-ray của tập đầu tiên tại Nhật Bản đã đứng vị trí thứ ba trên bảng xếp hạng giữa tháng 2 năm 2013 của Oricon, trong khi của tập thứ hai là 24,733 bản được bán ra trong tuần đầu tiên, đứng thứ hai trên bảng xếp hạng cuối tháng 2. Tập thứ ba với 23,528 bản được bán ra trong tuần đầu tiên, đã giành lấy vị trí thứ ba trên bảng xếp hạng sau Mobile Suit Gundam Unicorn và Magical Girl Lyrical Nanoha A's. Tập thứ tư đã đứng thứ hai trên bảng xếp hạng vơi 28,410 bản được bán ra trong tuần đầu tiên, chỉ xếp sau Evangelion Shin Gekijōban: Q. Tập thứ năm và sáu đã có được vị trí đầu bảng với lần lượt 33,450 và 32,385 bản được bán ra trong tuần đầu tiên. Doanh số bán ra trong tuần đầu tiên của OVA Girls und Panzer: This is the Real Anzio Battle! dưới định dạng Blu-ray là 35,909 bản, dành lấy vị trí thứ ba trên bảng xếp hạng của Oricon.
Những mô hình các xe tăng xuất hiện trong anime đã chiếm vị trí đầu tiên trong bảng doanh số bán hàng tại Nhật Bản.
Để chúc mừng cho nổi tiếng của anime và quảng bá cho ngành du lịch địa phuơng, vào ngày 24 tháng 3 năm 2013 thị trấn Ōarai tại Ibaraki đã tổ chức một sự kiện có chủ đề gắn với anime Girls und Panzer, cũng là một phần của lễ hội mùa xuần hàng năm. Tại sự kiện gồm có các xe tăng được trưng bày cùng các sản phẩm liên quan đến anime.
Một bài khảo sát đăng trên China National Defense Newspaper vào ngày 22 tháng 1 năm 2013 đã chỉ trích anime này "truyền bá tư tưởng quân sự thông qua những nhân vật dễ thuơng".
Tựa game Girls und Panzer: Senshadō, Kiwamemasu! đã nhận được số điểm đánh giá của Famitsu là 23/40 và của PlayStation LifeStyle là 8/10, trang này đề cao tính đơn giản của các trận đấu tăng và cốt truyện cuốn huốt của game. Tựa game đã bán được 31,526 bản vật lí trong tuần đầu tiên tại Nhật Bản.
Vào năm 2017, học giả Takayoshi Yamamura đã mô tả series như là một ví dụ về sự hợp tác giữa Lực lượng Phòng vệ Nhật Bản với các công ty sản xuất anime, bao gồm cả việc các nhân viên sản xuất thu thập tư liệu quan trọng với sự giúp đỡ của Lực lượng Phòng vệ Nhật Bản, thậm chí là còn lái thử các xe tăng tại Trường đào tạo chất nổ Lực lượng Phòng vệ Nhật Bản. Ngoài ra, Văn phòng cộng tác Lực lượng Phòng vệ Nhật Bản tỉnh Ibaraki cũng được cho là đã giúp đỡ chuơng trình. Tuy nhiên, sự kiện trưng bày xe tăng của Lực lượng Phòng vệ Nhật Bản đã thu hút sự chỉ trích của Đảng Cộng sản Nhật Bản nhưng được sự ủng hộ của Sankei Shimbun. Ngoài ra, Yamamura cũng nói thêm rằng Ban tham mưu mặt đất của Lực lượng Phòng vệ Mặt đất Nhật Bản ca ngợi những sự kiện như này vì chúng "tăng cường ảnh hưởng lên người dân về các xe tăng chiến đấu".